# Cykeltjuven
Cykeltjuven (originaltitel: Ladri di biciclette) är en italiensk neorealistisk film från 1948 i regi av Vittorio De Sica. Den hade svensk premiär den 27 februari 1950.
1952, endast fyra år efter filmens premiär, utsågs Cykeltjuven till den bästa filmen någonsin då filmtidskriften Sight & Sound genomförde sin första utfrågning, som återkommer var tionde år, till filmmakare och -kritiker om vilken film som är den bästa.

## Handling
I stadsdelen Val Melaina i Rom försöker Antonio Ricci (Lamberto Maggiorani) desperat, i de mycket svåra tiderna efter andra världskrigets slut, få ett jobb för att försörja sin familj, bestående av frun Maria (Lianella Carell), sonen Bruno (Enzo Staiola) och en liten baby. Han erbjuds ett jobb, som består i att sätta upp reklamaffischer, men för att få jobbet krävs att han har en cykel.
Maria pantsätter deras lakan, som var hennes hemgift, för att få råd med att lösa ut Antonios cykel hos pantbanken. Antonio får jobbet, men redan under hans första arbetsdag blir cykeln stulen.

## Medverkande i urval
- Lamberto Maggiorani – Antonio Ricci
- Enzo Staiola – Bruno Ricci, Antonios son
- Lianella Carell – Maria Ricci, Antonios fru
- Gino Saltamerenda – Baiocco, Antonios vän som hjälper till att leta
- Vittorio Antonucci – Alfredo Catelli, cykeltjuven
- Giulio Chiari – En tiggare
- Elena Altieri – Den välgörande damen
- Carlo Jachino – En tiggare
- Michele Sakara – Sekreteraren i välgörenhetsorganisationen
- Emma Druetti
- Fausto Guerzoni – En amatörskådespelare

## Priser och utmärkelser
- Vid BAFTA-galan 1950 vann filmen en BAFTA Award för bästa film.
- 1950 vann filmen en Oscar för bästa utländska film,[1] efter att den hade haft premiär i USA året innan.